# ما فانگ
ما فانگ (انگلیسی: Ma Fang؛ زادهٔ ۲۵ ژانویهٔ ۱۹۶۵) بازیکن والیبال زن اهل چین بود. وی در بازی‌های المپیک تابستانی ۱۹۹۲ شرکت کرده‌است.